# Geranomyia cubana
Geranomyia cubana är en tvåvingeart som först beskrevs av Alexander 1930.  Geranomyia cubana ingår i släktet Geranomyia och familjen småharkrankar.
Artens utbredningsområde är Kuba. Inga underarter finns listade i Catalogue of Life.